# Leggadina forresti
Leggadina forresti és una espècie de mamífer rosegador de la família dels múrids. És endèmic del centre d'Austràlia. Es tracta d'un animal nocturn. El seu hàbitat natural són les zones àrides, incloent-hi herbassars, planes argiloses i matollars. És una espècie en risc mínim, és a dir, no sembla que hi hagi cap amenaça significativa per a la seva supervivència. Aquest tàxon fou anomenat en honor de l'explorador i polític australià John Forrest.